# Club Atlético de Madrid 1975-1976
Questa voce raccoglie le informazioni riguardanti il Club Atlético de Madrid nelle competizioni ufficiali della stagione 1975-1976.

## Stagione
Recuperata competitività grazie agli acquisti di alcuni nazionali brasiliani l'Atlético Madrid, dopo un inizio incerto in campionato e un'eliminazione agli ottavi di finale di Coppa delle Coppe, iniziò a recuperare posizioni sino ad accreditarsi come principale concorrente dei rivali cittadini del Real Madrid: vincendo lo scontro diretto dell'11 gennaio i colchoneros assunsero il comando della classifica e lo mantennero fin quando, nella seconda metà del girone di ritorno, accusarono una graduale frenata che li portò sino al terzo posto finale. In Coppa del Generalísimo i colchoneros, grazie a un rendimento regolare, giunsero sino alla finale contro la Real Sociedad, vinta di misura. La squadra vinse così la sua quinta Coppa di Spagna, per di più imbattuta.

## Maglie e sponsor
| Manica sinistra · Manica sinistra · Maglietta · Maglietta · Manica destra · Manica destra · Pantaloncini · Calzettoni | Manica sinistra · Maglietta · Manica destra · Pantaloncini · Calzettoni |

## Rosa
I calciatori dell'Atlético Madrid nella stagione 1975-1976
| N. |                      | Ruolo | Calciatore             |
| -- | -------------------- | ----- | ---------------------- |
|    | Spagna (bandiera)    | P     | José Pacheco Gómez     |
|    | Spagna (bandiera)    | P     | Miguel Reina           |
|    | Spagna (bandiera)    | P     | Mariano Tirapu         |
|    | Spagna (bandiera)    | D     | Eusebio Bejarano       |
|    | Spagna (bandiera)    | D     | José Luis Capón        |
|    | Argentina (bandiera) | D     | Panadero               |
|    | Spagna (bandiera)    | D     | Luis Gómez Laguna      |
|    | Argentina (bandiera) | D     | Ramón Heredia          |
|    | Spagna (bandiera)    | D     | Francisco Melo         |
|    | Brasile (bandiera)   | D     | Luís Pereira           |
|    | Spagna (bandiera)    | D     | Marcelino Pérez        |
|    | Spagna (bandiera)    | D     | Rafael Prado Fraguas   |
|    | Spagna (bandiera)    | C     | Francisco Bermejo      |
|    | Spagna (bandiera)    | C     | Antonio Díaz Vaquerizo |

| N. |                      | Ruolo | Calciatore                  |
| -- | -------------------- | ----- | --------------------------- |
|    | Paraguay (bandiera)  | C     | Domingo Benegas             |
|    | Spagna (bandiera)    | C     | Alberto Fernández           |
|    | Spagna (bandiera)    | C     | Francisco Galán             |
|    | Spagna (bandiera)    | C     | Manuel Gallego              |
|    | Spagna (bandiera)    | C     | Eugenio Leal                |
|    | Spagna (bandiera)    | C     | Adelardo Rodríguez          |
|    | Spagna (bandiera)    | C     | Ignacio Salcedo             |
|    | Spagna (bandiera)    | A     | Francisco Aguilar Fernández |
|    | Argentina (bandiera) | A     | Rubén Ayala                 |
|    | Spagna (bandiera)    | A     | Francisco Baena             |
|    | Spagna (bandiera)    | A     | Heraldo Bezerra             |
|    | Spagna (bandiera)    | A     | José Eulogio Gárate         |
|    | Brasile (bandiera)   | A     | Leivinha                    |

## Calciomercato

### Sessione estiva
Trasferimenti 1975-1976
| Acquisti | Acquisti        | Acquisti       | Acquisti |
| R.       | Nome            | da             | Modalità |
| -------- | --------------- | -------------- | -------- |
| D        | Luís Pereira    | Palmeiras      |          |
| C        | Francisco Galán | Rayo Vallecano |          |
| C        | Manuel Gallego  | Rayo Vallecano |          |
| A        | Leivinha        | Palmeiras      |          |

| Cessioni | Cessioni       | Cessioni        | Cessioni   |
| R.       | Nome           | a               | Modalità   |
| -------- | -------------- | --------------- | ---------- |
| C        | Luis Aragonés  |                 | svincolato |
| C        | Javier Irureta | Athletic Bilbao |            |

## Risultati

### Coppa del Generalísimo
| Arbitro: | Emilio Carlos Guruceta Muro |

|             |           |  |
| Salcedo 59’ | Marcatori |  |

| Arbitro: | Mariano Medina Iglesias |

|            |           |            |
| Aguirre 1’ | Marcatori | 99’ Gárate |

| Arbitro: | José Luis Olavarria González |

|              |           |                         |
| Churruca 87’ | Marcatori | 23’ Aguilar 85’ Salcedo |

| Arbitro: | Santiago López Cuadrado |

|           |           |             |
| Baena 13’ | Marcatori | 7’ Churruca |

| Arbitro: | José Manuel Carreria Abad |

|                                          |           |                                       |
| Clarés 29’ Juan Carlos Heredia Anaya 75’ | Marcatori | 57’ (rig.) Ayala 70’ Leal 80’ Aguilar |

| Arbitro: | José Segrelles del Pílar |

|             |           |            |
| Bezerra 59’ | Marcatori | 60’ Rexach |

| Arbitro: | Fernando Orellana Álvarez |

|  |           |              |
|  | Marcatori | 25’ Panadero |

| Arbitro: | Jaime Oliva Fortuny |

|               |           |               |
| Marcelino 12’ | Marcatori | 27’ Muruzábal |

| Arbitro: | José Segrelles |

|            |           |  |
| Gárate 25’ | Marcatori |  |

### Coppa delle Coppe
| Arbitro: | Robert Wurtz |

|                  |           |                      |
| Schönenberger 3’ | Marcatori | 65’ Gárate 68’ Ayala |

| Arbitro: | Paul Schiller |

|             |           |               |
| Bezerra 74’ | Marcatori | 88’ Demarmels |

| Arbitro: | Kenneth Burns |

|             |           |                    |
| Bermejo 50’ | Marcatori | 7’, 13’ Hölzenbein |

| Arbitro: | Robert Schaut |

|             |           |  |
| Reichel 88’ | Marcatori |  |

## Statistiche

### Statistiche di squadra
| Competizione           | Punti | Totale | Totale | Totale | Totale | Totale | Totale | DR  |
| Competizione           | Punti | G      | V      | N      | P      | Gf     | Gs     | DR  |
| ---------------------- | ----- | ------ | ------ | ------ | ------ | ------ | ------ | --- |
| Primera División       | 42    | 34     | 18     | 6      | 10     | 60     | 38     | +22 |
| Coppa del Generalísimo | -     | 9      | 5      | 4      | 0      | 12     | 2      | +10 |
| Coppa delle Coppe      | -     | 4      | 1      | 1      | 2      | 4      | 5      | -1  |
| Totale                 | -     | 47     | 24     | 11     | 12     | 76     | 45     | +31 |